# Johan Daniel Berlin
Johan Daniel Berlin, född 12 maj 1711 i Memel, död 4 november 1787 i Trondheim, var en norsk musiker, kompositör och organist.

## Biografi
Johan Daniel Berlin föddes 12 maj 1711 i Memel. Berlin sändes, då han var 19 år gammal, av sin far, som själv var musiker, till Köpenhamn för att fullfölja sina musikaliska studier och utnämndes 1737 till stadsmusikus och organist vid Nidarosdomen, i vilken befattning han vann en icke ringa lokal berömmelse, även som kompositör. Vid sidan av denna verksamhet innehade han också ämbetet som överbranddirektör.
För att avhjälpa bristen på en lärobok i den praktiske musikens grunder utgav Berlin under titeln Musikaliske elementer (Trondheim 1744) den första musikläroboken på danska. Några pianostycken av honom utkom i Tyskland. I mognare ålder ägnade han sig företrädesvis åt musikvetenskapliga problem och förvärvade genom självstudier insikter i mekanik och matematik, som Peter Frederik Suhm, som hade haft möjlighet att lära känna honom personligen, omtalar med betydande erkännande. Han uppfann således 1752 ett monokord av en egen, sinnrik konstruktion, som senare kom att efterliknas, och publicerade 1765 i Det Kongelige Norske Videnskabers Selskabs samlingar en avhandling om "tonometrin", den logaritmiska beräkningen av liksvävande temperatur Denna utkom senare på tyska under titeln Anleitung zur Tonometrie, oder Wie man durch Hülfe der logarithmischen Rechnung nach der geometrischen Progressionsrechnung die so genannte gleichschwebende musikalische Temperatur leicht und bald ausrechnen kann (1767).
I övrigt kan nämnas att han bland annat förfärdigade både fysikaliska och musikaliska instrument, var lantmätare och en ytterst skicklig kartritare. Han utförde även en rad meteorologiska observationer.